# Tommuttijärvi
Tommuttijärvi är en sjö i kommunen Enontekis i landskapet Lappland i Finland. Arean är 37 hektar och strandlinjen är 2,66 kilometer lång. Sjön  ingår i Torne älvs huvudavrinningsområde.   Den ligger omkring 270 kilometer nordväst om Rovaniemi och omkring 950 kilometer norr om Helsingfors. 